# Rue Arsène-Leloup
La rue Arsène-Leloup est une voie de Nantes, en France.

## Situation et accès
Située dans le centre-ville de Nantes, la rue Arsène-Leloup, qui relie la rue Dobrée à la rue Évariste-Luminais, est bitumée et ouverte à la circulation automobile. Sur son côté est, elle rencontre la rue Désiré-Colombe.

## Origine du nom
en l'honneur de Arsène Leloup, enseignant et un homme politique, maire de Nantes de 1871 à 1872, fondateur de l’« école professionnelle de Nantes » qui s'installa dans un premier temps rue Désiré-Colombe, puis déménagea dans les locaux de l'école Launay (sur le boulevard du même nom) pour devenir par la suite le lycée Leloup-Bouhier.

## Historique
Il y eut une rue et une ruelle des Coulées, dont il est fait mention dans des travaux projetés pour la construction d’une école normale, de 1832 à 1837. Il y était encore mention d'une voie dite « Bas des Coulées », une avenue dite « Bois des Coulées », qui fut utilisée quelques années auparavant, vers 1825, pour le percement de l'artère. La voie a été baptisée « rue Arsène-Leloup » en 1884. 
Au début du XXe siècle, le restaurateur Jules Mauduit achète en 1905, une salle afin d'y organiser des réceptions, des mariages et des soirées. Celle-ci deviendra les salons Mauduit qui accueillera le « tout Nantes » après la première Guerre mondiale. À la fin des années 1930, la décoration intérieure est refaite dans le style art déco.
En 1911, la mairie décide d'installer la bourse du travail dans un bâtiment qui ne sera achevé qu'en 1921.
Dans le cadre de l'opération d'aménagement « Désiré Colombe », les salons ont été démolis, afin d'être reconstruits à l'identique en léger retrait par rapport à son emplacement initial. Leur inauguration est prévue pour 2016.

## Bâtiments remarquables et lieux de mémoire

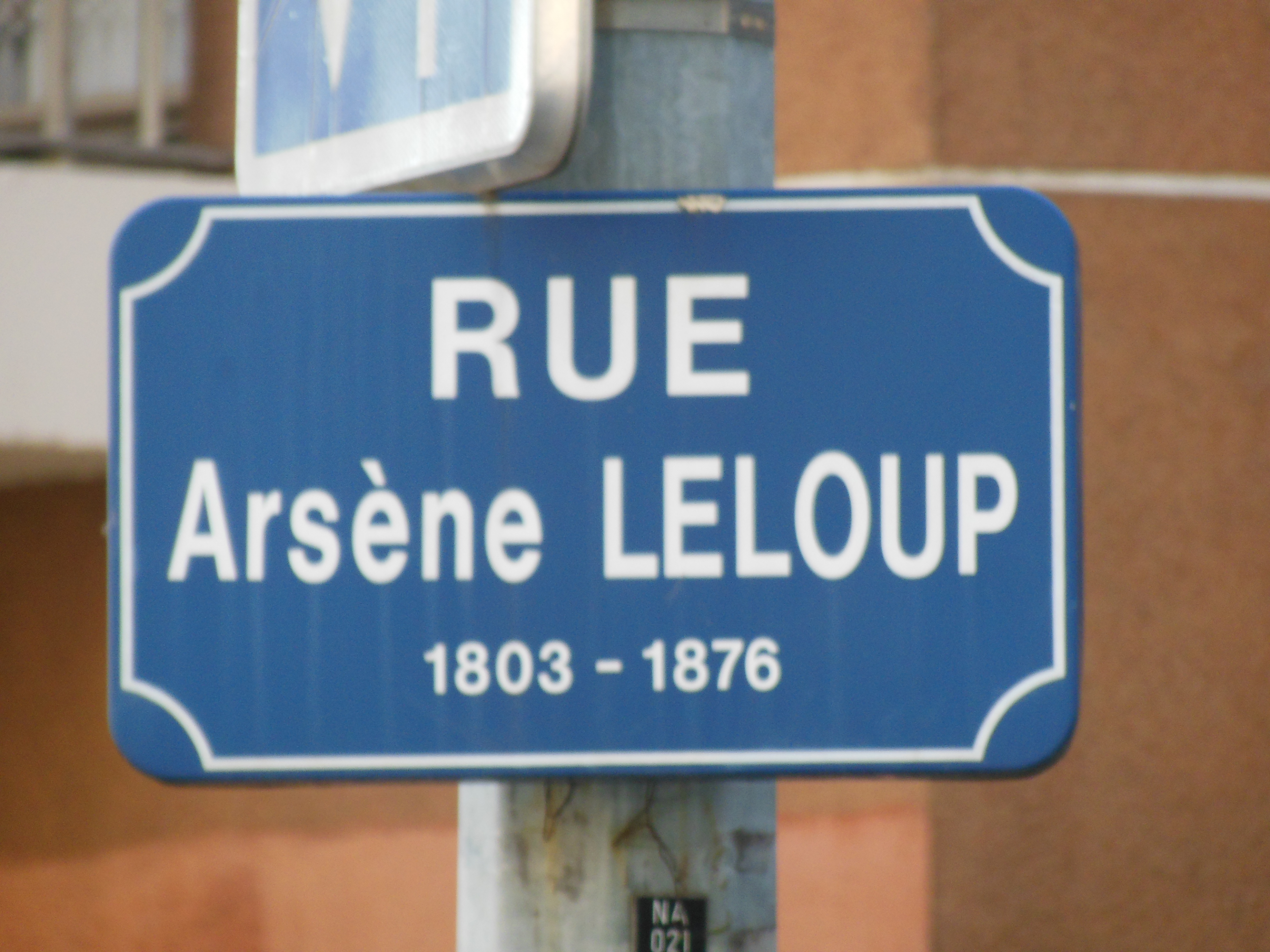
Panneau
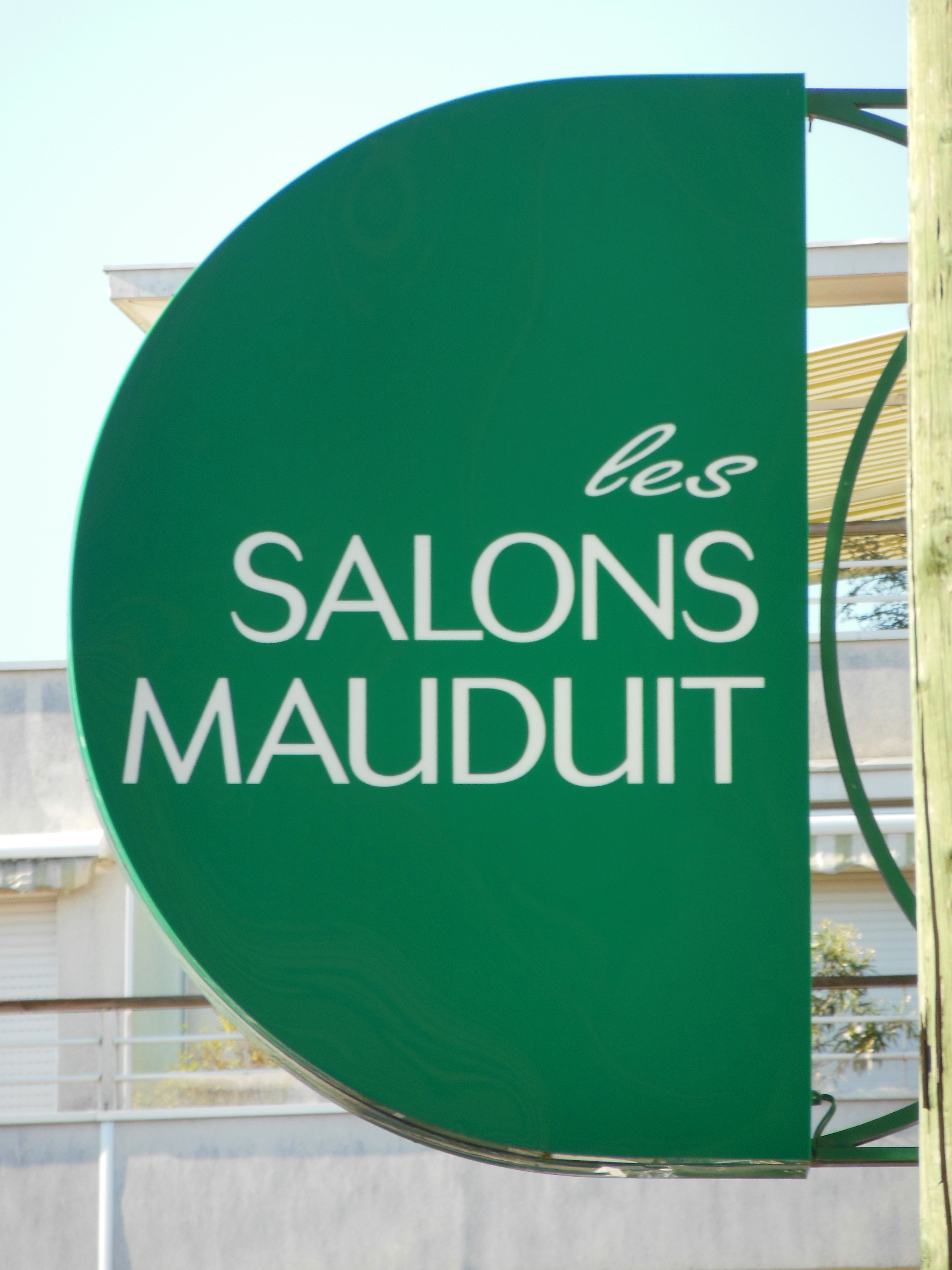
Les salons Mauduit